# 四双
四双（英語：Quadruple-double）是篮球的术语，指一场比赛中球员的个人表现在以下五项中有四項达到两位数：得分、篮板、助攻、抢断和盖帽。在台湾则以麻将术语称之为“大四喜”。也有以失誤等负面数据或者非正式数据来作为四项指标之一的四双，但一般来说此种另类四双不会被正式记载。NBA联赛中，得到正式认证的四双共有4次。

## NBA
- 内特·瑟蒙德，1974年10月18日，芝加哥公牛对亚特兰大鹰：22分，10篮板，13助攻，12盖帽。
- 埃尔文·罗伯特森，1986年2月18日，圣安东尼奥马刺对菲尼克斯太阳：20分，11篮板，10助攻，10抢断。
- 阿基姆·奥拉朱旺：1990年3月29日，休斯敦火箭对密尔沃基雄鹿：18分，16篮板，10助攻，11盖帽。
- 大卫·罗宾逊：1994年2月17日，圣安东尼奥马刺对底特律活塞：34分，10篮板，10助攻，10盖帽。

## CBA
- 胡雪峰，2004年12月9日，江苏南钢主场对云南红河：16分、10篮板、12助攻、10抢断。比赛结果：江苏131：102云南。
- 克里斯·威廉姆斯（英语：Chris Williams (basketball)），2009年12月25日，青岛双星主场对东莞马可波罗：15分、11篮板、11助攻、11抢断。比赛结果：青岛122：103东莞。
- 贾马尔·富兰克林，2019年12月10日，山西汾酒股份主场对新疆伊力特：42分、12篮板、12助攻、10抢断。比赛结果：山西110：114新疆。

## PLG
- 肯尼·馬尼戈，2023年3月11日，新北國王主場對福爾摩沙台新夢想家：22分、10篮板、13助攻，10抢断。比赛结果：117：89。

## 请参看
- 两双
- 三双
- 5X5